# Wicker Park, Chicago

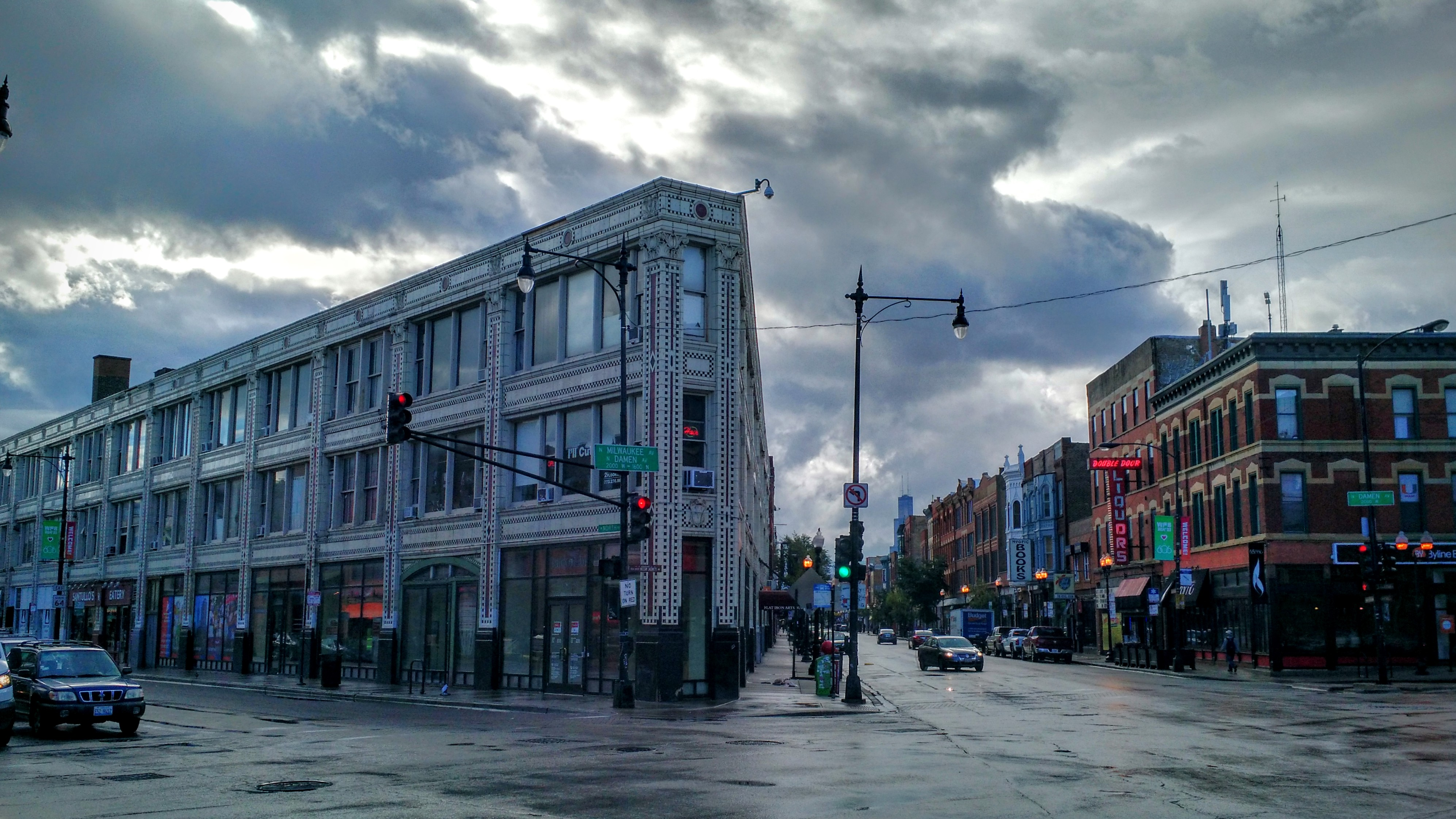
Milwaukee Avenue i Wicker Park.

Wicker Park är en stadsdel i västra Chicago med cirka 26 000 invånare. Länge var Wicker Park hjärtat av det polska Chicago, bland annat eftersom polackerna var en av de största invandrargrupperna i staden och Wicker Park var ett arbetarklassområde som präglades av små industrier. På senare år har området blivit populärt bland unga och kreativa människor, vilket lett till ökad gentrifiering och höjda bostadspriser i området.